# Euxoa delicata
Euxoa delicata là một loài bướm đêm trong họ Noctuidae.